# 373 (číslo)
Tři sta sedmdesát tři je přirozené číslo, které následuje po čísle tři sta sedmdesát dva a předchází číslu tři sta sedmdesát čtyři. Římskými číslicemi se zapisuje CCCLXXIII a řeckými číslicemi τογ.

## Matematika
373 je:
- Nešťastné číslo
- Palindromické prvočíslo ve čtyřkové, osmičkové, devítkové a desítkové soustavě
- Součet pěti po sobě jdoucích prvočísel (67 + 71 + 73 + 79 + 83)

## Astronomie
- (373) Melusina je planetka hlavního pásu, kterou objevil v roce 1893 Auguste Charlois

## Doprava
- Silnice II/373 je česká silnice II. třídy vedoucí na trase II/635 – Konice – Brodek u Konice – přerušení peáž s II/150 – Ludíkov – Sloup – Jedovnice – Ochoz u Brna – Brno-Líšeň – silnice II/430[1][2][3][4][5][6]

## Ostatní
- +373 je mezinárodní telefonní předvolba Moldavska

## Roky
- 373
- 373 př. n. l.